# Bộ Chí (至)
Bộ Chí, bộ thứ 133 có nghĩa là "đến" là 1 trong 29 bộ có 6 nét trong số 214 bộ thủ Khang Hy.
Trong Từ điển Khang Hy có 24 chữ (trong số hơn 40.000) được tìm thấy chứa bộ này.

## Tự hình Bộ Chí (至)

Giáp cốt văn
Kim văn
Đại triện
Tiểu triện

## Chữ thuộc Bộ Chí (至)
| Số nét bổ sung | Chữ                |
| -------------- | ------------------ |
| 0              | 至/chí/            |
| 4              | 致/trí/            |
| 6              | 臵 臶 臷/thiết/ 臸 |
| 7              | 臹                 |
| 8              | 臺/thai/           |
| 10             | 臻/trân/           |